# Дянко Марков
Дянко Георгиев Марков е български националист. Като офицер от авиацията участва във Втората световна война. През 1947 – 1952 г. е политзатворник. По-късно работи като цигулар. Включва се в политическия живот след падането на комунистическите режими в Източна Европа. Един от създателите на Българския демократически форум и Съюз „Истина“ (1990). Народен представител от парламентарните групи на СДС и ОДС в XXXVII (1995 – 1997) и XXXVIII (1997 – 2001) народно събрание. Според някои оценки във възгледите му се включват профашистки и антисемиитски схващания.

## Биография
Дянко Марков е роден на 4 октомври 1922 г. в град Плевен, Царство България. Майка му Недялка Караджова е гимназиална учителка по български език, а баща му Георги Марков е адвокат, който през 1919 г. е избран за народен представител от БРСДП (широки социалисти) в XVІІІ народно събрание. Редактор е на партийния седмичник „Червено знаме“, но, разочарован, напуска партията и става член на „Родна защита“. Убит е след Деветосептемврийския преврат без съд и присъда.
Като гимназист Дянко Марков влиза заедно с тримата си братя в Съюза на българските младежки легиони, на който е член до постъпването си във Висшето военно училище. По време на гимназиалните си години Марков придобива и музикално образование.
Завършва Военното училище през март 1944 г. като летец навигатор с чин подпоручик. Участва в защитата на България срещу англо-американските бомбардировки, както и в действията на властите срещу партизаните, като изразява съжаление, че с нищо не е допринесъл за борбата срещу тях. Определя ги като хора, които водиха битка срещу българската държава в един драматичен момент от нейното съществувание. След Деветосептемврийския преврат взима участие във войната срещу Третия Райх като пилот на бомбардировач. Полковник от запаса. През 2014 г. критикува капитулацията на България пред СССР и последвалата окупация на страната, оттеглянето на България от Новоосвободените земи, както и участието ѝ на страната на СССР във войната срещу нацистка Германия и го определя като национална катастрофа, като смята че определянето на тази война като „отечествена“ е гавра.
През 1947 г. е арестуван с група млади офицери по процес, известен като „втори легионерски център“ и осъден на 5 години затвор. След затвора работи в различни сфери на материалното производство, след което кандидатства и е приет за цигулар в Националния музикален театър и въпреки лошата биография успява да се наложи с таланта си.
След демократичните промени в България участва в създаването на Българския демократически форум (БДФ) през 1990 г., член е на ръководството му. Един от учредителите на Съюз „Истина“ (1990), на който е организационен секретар; издател на вестник „Истина“.
Народен представител е в 37-ото (1995 – 1997) и 38-ото (1997 – 2001) народно събрание от парламентарните групи на Съюза на демократичните сили и Обединените демократични сили (ОДС).
През 1999 г. българският парламент приема „Рамкова конвенция за защита на малцинствата“, на трибуната излиза министър-председателя Иван Костов и заявява: „Днес ние погребахме българския национализъм“, веднага след него думата взема Дянко Марков, който заявява, че българският национализъм е жив и не се знае кой кого ще погребе.
В периода от 1994 до 1995 г. е председател на Съюза на възпитаниците на военните на Негово Величество училища, Школата за запасни офицери и родолюбивото войнство и гражданство.
През 2000 г. прави скандално изказване от трибуната на Народното събрание, в което нарича 11 343 евреи от Тракия, Македония и Пиротско „враждебно население“ и твърди, че депортацията им не била военно престъпление.. Това негово изказване, допълнено и с твърдението му години по-късно, че депортираните били изпратени в „сравнително човешки условия“, са сред причините за обвинения по негов адрес в антисемитизъм.
През октомври 2014 г. е поканен от евродепутата Андрей Ковачев да участва в среща от поредицата „Изстраданата европейска мечта на България 1944-1989 г.“ в сградата на Европейския парламент, по време на която произнася реч пред други поканени от евродепутата гости. Поканата към Дянко Марков предизвиква реакцията на медии, както и на няколко организации и известни общественици, публикували отворено писмо до Андрей Ковачев, в което пишат, че „...в днешна България този човек е известен най-вече с това, че пламенно защитава дейността на крайната националистическа и откровено антисемитска организация „Съюз на българските национални легиони...“
През годините води дела срещу български общественици, правозащитници и журналисти. Едно от делата, заведени от него срещу членове на редколегията на сайта за човешки права  „Маргиналия“, попада в секцията „антисемитизъм“ на доклада за 2015 г. на Държавния департамент на САЩ за спазването на човешките права в България. То е прекратено окончателно през февруари 2016 г. През 2016 г. завежда друго дело, срещу главния редактор на „Маргиналия“ Юлиана Методиева.. На първа инстанция през 2017 г. съдът оправдава Юлиана Методиева, а след обжалване от страна на Дянко Марков, делото приключва окончателно през 2018 г. с оправдателна присъда на втора инстанция.
През 1999 г. (2011 второ издание) излиза книгата му „Легионерството. Възникване, историческа роля и съдба. Политико-исторически обзор“, в която с аргументи и факти иска да докаже, че идеалът на легионерите е бил винаги любовта към народа и отечеството. През 2012 г. издава „Свидетелствам под клетва“, в който разказва иcтоpията на своя живот в контекста на преломните събития в България през XX век.
Носител на орден „За храброст.“ През 2018 г. е отличен с Награден знак „За чест и достойнство“ на Министерството на отбраната. Срещу отличаването му се обявяват три еврейски организации в България. В отворено писмо от Организацията на евреите в България „Шалом“ пишат „Като неразкаян участник в доказано профашистка и антисемитска организация като Съюза на българските национални легиони, той не заслужава да бъде поощряван за своите опити да възпитава нови поколения легионери, ратници и бранници“.
Умира на 17 февруари 2022 г., погребан е в Централните софийски гробища.